# Беспорядки в Косове (2011—2012)
Спор вокруг пограничных переходов Яринье и Брняк (серб. Криза на северу Косова и Метохије) — конфликт между властями частично признанной Республики Косово и косовскими сербами за контроль над двумя переходами на границе края с Центральной Сербией, которую косовские власти рассматривают как государственную. Фактически на стороне Косово выступили и силы КФОР. Конфликту предшествовали безуспешные переговоры Приштины и Белграда о таможенном регулировании. События 2011 года на севере Косово можно разделить на две фазы: с 25 июля по 5 августа и с 16 сентября 2011 по настоящее время.

## Первая фаза
Безуспешность дипломатии привела к началу активной фазы противостояния, и вечером 25 июля специальное подразделение косовской полиции РОСА перешло реку Ибар и попыталось установить контроль над двумя расположенными в сербской части края пограничными переходами, что вызвало протесты со стороны сербского населения. РОСА удалось занять пропускной пункт Брняк в общине Зубин Поток, но овладеть переходом Яринье специальные силы Косово не смогли из-за противодействия местных сербов, успевших перекрыть шоссе в сторону пункта.
Протестующие блокируют основные дороги, ведущие от спорных переходов в южную часть края, контролируемую албанскими властями. Началось строительство баррикад. Вначале этому послужили грузовые прицепы, затем были сооружены насыпи из песка и щебня, использовались также кирпич, брёвна, деревянные поддоны и прочие материалы. 26 июля в столкновениях с протестующими было ранено шестеро полицейских, один из которых — Энвер Зимбери — вечером того же дня скончался в больнице.

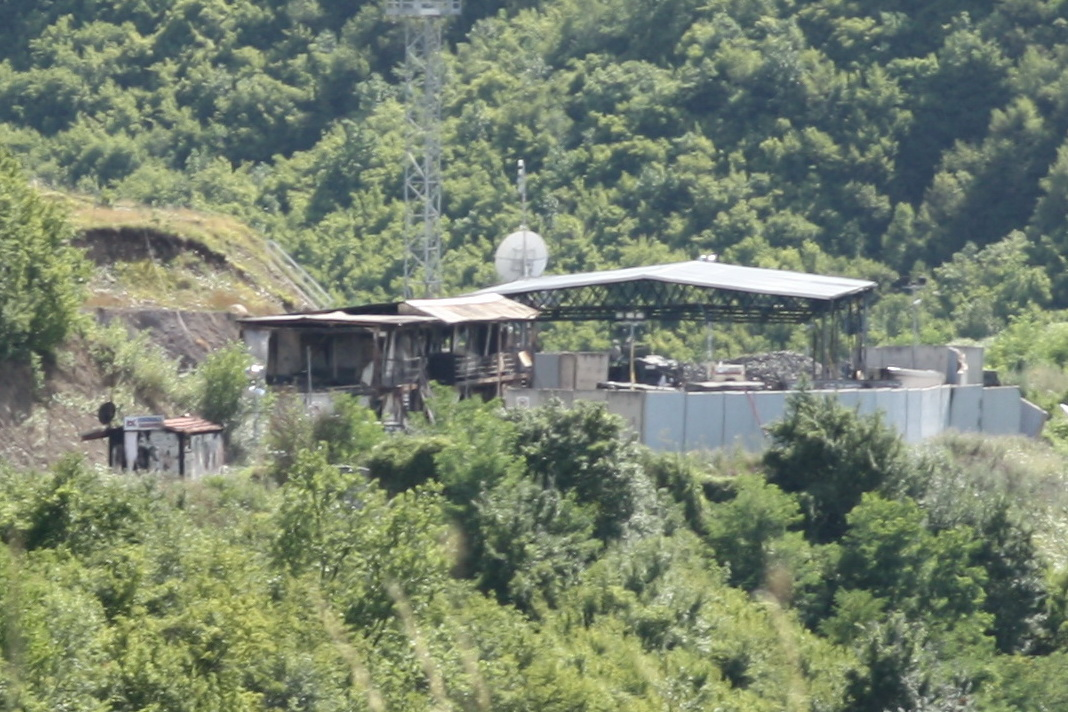
Сожжённый пункт пропуска Яринье

На следующий день, 27 июля, вертолётом Ми-17 вооружённых сил Хорватии к спорным переходам были переброшены полицейские и таможенники албанской национальности. Узнав об этом, около сотни сербских демонстрантов в масках двинулись к переходу Яринье. Молодые люди были вооружены камнями, дымовыми шашками и бутылками с зажигательной смесью. Полицейские спешно оставили пропускной пункт, который был разгромлен манифестантами и сожжён. Предположительно, активисты принадлежали к организациям «Образ», «1389» или «Гвардия царя Лазаря». Сообщалось также, что затем молодые люди отправились в сторону расположения войск КФОР, но те открыли огонь. По другим сообщениям, сербские активисты сами обстреляли позиции НАТО. Власти Сербии осудили данную акцию, заявив, что «нападения на КФОР и EULEX противоречат интересам граждан и сербского государства».
30 июля на переходе Яринье американские миротворцы более получаса досматривали автомобиль возвращавшихся в Белград Борислава Стефановича — сербского представителя на переговорах с Приштиной — и министра Косова и Метохии Горана Богдановича, по словам которых, с ними обошлись как с преступниками.
31 июля спорные переходы были открыты для частных автомобилей и автобусов, однако проезд грузовых машин с товарами из Сербии был запрещён. Сербы продолжали удерживать баррикады, блокировав войска КФОР на занимаемых ими позициях.
1 августа НАТО приступило к расчистке сербских баррикад. В первый день удалось ликвидировать три из них, однако обе дороги, ведущие в Центральную Сербию, всё ещё были блокированными. Представители КФОР заявили о существовании ещё как минимум пяти баррикад. На следующий день по запросу Бюлера на север Косово был переброшен резервный батальон из 700 человек. Сербские власти договорились с КФОР о передаче спорных погранпереходов под управление международных сил до середины сентября с возможным продлением этого срока, и 5 августа было подписано временное соглашение, по которому силы КФОР оставались на переходах Яринье и Брняк до 15 сентября. Борислав Стефанович, ответственный за переговоры с Приштиной, призвал косовских сербов разобрать баррикады.

## Вторая фаза
15 сентября 2011 истекал срок временного соглашения об управлении спорными пропускными пунктами, и на следующий день, 16 сентября, сотрудники косовской полиции вместе с представителями миссий EULEX и НАТО высадились на переходах, чтобы восстановить над ними свой контроль, что вызвало вторую волну противостояния.
27 сентября По меньшей мере шесть сербских манифестантов и четыре военнослужащих Международных сил безопасности пострадали в новых столкновениях у контрольно-пропускного пункта Яринье: косовские сербы продолжают методично сооружать на дорогах баррикады, которые тут же пытается снести контингент КФОР. Как сообщают представители Международных сил безопасности, военнослужащих забрасывали самодельными взрывными устройствами.
5 октября на севере Косовской Митровицы прогремел взрыв. Никто не пострадал. Повреждено четыре автомобиля, в ближайшем здании выбиты стёкла. Один из автомобилей, который полиция назвала наиболее вероятной целью акции, принадлежал переводчику миссии EULEX Александру Пауновичу.

### Ультиматум сербам и силовое вмешательство КФОР
17 октября командующий КФОР Эрхард Древс поставил перед протестующими сербами ультиматум и пригрозил перейти к силовому решению проблемы блокированных дорог, если сербы не разберут баррикады сами. Сербы провели собрание представителей четырёх общин севера и пришли к компромиссному решению предоставить КФОР возможность беспрепятственного снабжения международных сил, оказавшихся в блокаде на севере края. Полностью убрать баррикады они отказались.
Рано утром 20 октября КФОР начал операцию по сносу баррикад. Первой была атакована баррикада в селе Ягненица, блокирующая дорогу к пропускному пункту Брняк. На её защиту вышло около шестисот сербов. Во время стычек немецкий контингент КФОР применил слезоточивый газ. Позже Эрхард Древс заявил, что слезоточивый газ применяли обе стороны, и высказал мнение, что «перцовый газ лучше чем дубинки и прочие нелетальные виды оружия». Сообщалось также о том, что КФОР приступил к глушению мобильной телефонии, чтобы нарушить связь между косовскими сербами.
Предназначенная для сноса баррикад колонна строительной техники, сгруппированная в албанском селе Кошутово, под охраной ЕУЛЕКС и КФОР также выдвинулась в сторону Ягненицы и Брняка. Часть этой колонны, по сообщению газеты «Блиц», застряла на грунтовой дороге возле села Чабра.
27 октября, по решению руководства общин севера, протестующие освободили по одной полосе на двух дорогах, ведущих в сторону пропускных пунктов Яринье и Брняк, чтобы, согласно ранее достигнутым договорённостям, дать возможность международным силам снабжать блокированные ранее войска и провести ротацию состава.
24 ноября Косовские сербы помешали отрядам международного контингента KFOR разобрать баррикады под городом Звечан, возведенные косовскими сербами, которые не признают власть албанского большинства в Приштине. Военнослужащие применили против нескольких сот сербов слезоточивый газ, однако последние смогли отразить атаку бойцов KFOR.
28 ноября двое военнослужащих KFOR были ранены в результате новых столкновений с косовскими сербами на севере автономного региона. Местные СМИ сообщают, что есть и пострадавшие среди демонстрантов. Инцидент произошёл в понедельник утром в районе села Ягненица, когда солдаты попытались разобрать баррикады на дороге между городами Косовска Митровица и Зубин Поток. Представитель миссии НАТО утверждает, что сербы открыли огонь из легкого оружия по солдатам. В ответ они использовали использовали резиновые пули и слезоточивый газ.

## События в других районах Косово
Конфликт вокруг пограничных переходов Яринье и Брняк непосредственно затронул лишь северные районы Косово, преимущественно населённые сербами. Однако на фоне противостояния и в других районах края зафиксированы случаи нападений на представителей сербского меньшинства. 2 октября близ города Ораховац Призренского округа был убит серб Александр Путник и тяжело ранен его сын Добрица. Косовская полиция назвала мотивы преступления невыясненными, однако мэр Ораховца Мариян Шарич заявил, что убийство совершено на этнической почве.
20 октября, в день, когда КФОР перешёл к активным действиям на севере, в Добруше близ города Печ было совершено ещё одно нападение, в результате которого один серб был убит и ещё двое ранены. Стрелявший добровольно сдался косовской полиции. Вечером того же дня близ села Милошево, община Обилич, был избит серб, ехавший на своей машине из Приштины. Потерпевший заявил, что его избили сотрудники косовской полиции.

## Международная реакция
- 20 октября 2011 года первый вице-спикер Совета Федерации Александр Торшин заявил, что сенаторы осуждают насилие международных сил безопасности в Косово КФОР в отношении сербов края, рассматривая их действия как яркое проявление двойных стандартов[30]. «Военнослужащие КФОР, имеющие мандат ООН для защиты мирного населения, поступают как каратели»[30] — заявил он.
- 4 июня 2012 года пресс-секретарь МИД Франции Бернард Валеро заявил, что обстрелы военного персонала КФОР недопустимы. Французское правительство решительно осудило насилие на косовско-сербской границе, когда сербские боевики атаковали миротворческие силы КФОР и ранили одного военнослужащего.[31]